# Harissa

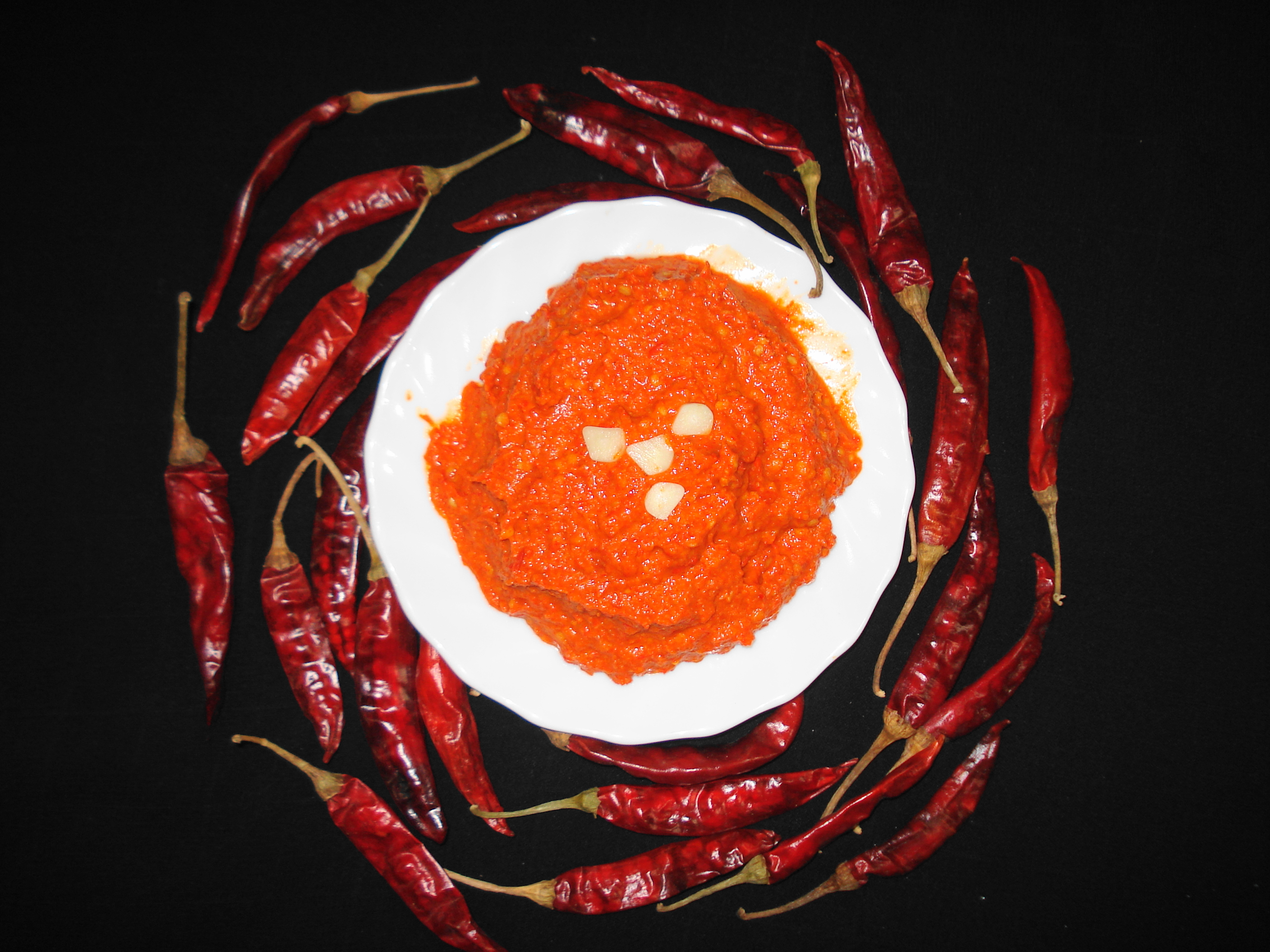
Harissa

Harissa (arab. هريسة, harīsa) – ostra, używana w Tunezji i Libii pasta wytwarzana z papryki chili i czosnku, często też z kolendrą, kminkiem zwyczajnym i kminem rzymskim (kuminem) lub dodatkiem oliwy. Może także zawierać pomidory. Może mieć też postać proszku lub mieszanki powyższych składników do mielenia w młynku. Tradycyjny dodatek potraw kuchni tunezyjskiej i innych krajów Maghrebu. Harissa sprzedawana jest przeważnie w tubkach i puszkach (pasta), ale też w młynkach i torebkach (postać sucha). Używana jest głównie jako dodatek do kuskusu, makaronów, kanapek i zup.
Ostrość harissy maleje wraz z ilością oliwy, której się do niej doda. Arabowie w ten sposób regulują ostrość przyrządzanych przez siebie potraw. Ma to związek z faktem, że odpowiadająca za ostrość papryczek chilli kapsaicyna jest rozpuszczalna w tłuszczach (i alkoholu).
Nie należy mylić z harisą, tradycyjnym ormiańskim daniem.